# Повітряні пішоходи
«Повітряні пішоходи» — радянський художній фільм 1979 року, випущений кіностудією «Узбекфільм». Знятий режисером Юрієм Степчуком.

## Сюжет
Закохані один в одного Акмаль і Заміра — потомствені канатоходці. Однак мрія Заміри — джигітування, тому вона опановує це мистецтво. Заміра отримує пропозицію тривалих гастролів у Владивостоці. Весіллю Акмаля і Заміри противиться батько Акмаля і Заміра вирішує вийти заміж за наїзника Каріма.

## У ролях
- Ашот Мелікджанян — Акмаль
- Тамара Шакірова — Заміра
- Набі Рахімов — Хакім-ата
- Вахід Кадиров — Ікрамджон
- Мамараїм Юсупов — Джура
- Талгат Нігматулін — Карім
- Аїда Юнусова — Манзара
- Джалол Юсупов — Махкам
- Максуд Мансуров — Акбар

## Знімальна група
- Режисер — Юрій Степчук
- Сценаристи — Ібрагім Рахім, Дмитро Холендро
- Оператор — Нажміддін Гулямов
- Композитор — Євген Ширяєв
- Художник — Євген Пушин